# Blastocladia
Blastocladia Reinsch – rodzaj grzybów należący do rodziny Blastocladiaceae.

## Systematyka i nazewnictwo
Pozycja w klasyfikacji według Index Fungorum: Blastocladiaceae, Blastocladiales, Incertae sedis, Blastocladiomycetes, Incertae sedis, Blastocladiomycota, Fungi.
Nazwa polska na podstawie rekomendacji Komisji ds. Polskiego Nazewnictwa Grzybów przy Polskim Towarzystwie Mykologicznym.

## Niektóre gatunki
- Blastocladia angusta A. Lund 1934
- Blastocladia arborata S.N. Dasgupta & R. John 1989
- Blastocladia bonaerensis Steciow & Marano 2006
- Blastocladia globosa Kanouse 1927
- Blastocladia glomerata Sparrow 1936
- Blastocladia pringsheimii Reinsch. 1877

Nazwy naukowe według Index Fungorum</ref />.